# Caren Lay

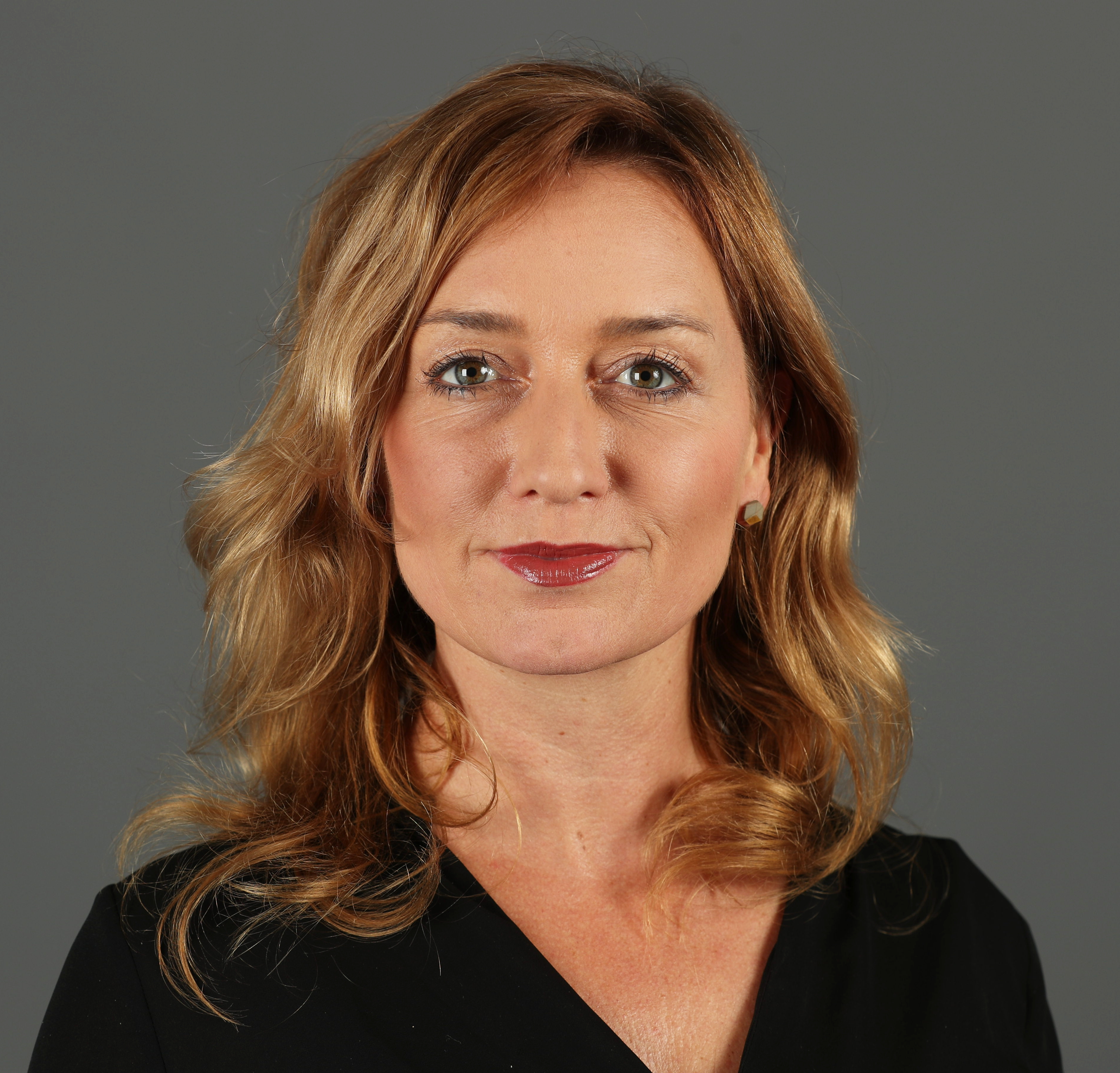
Caren Lay (2020)

Caren Nicole Lay (ur. 11 grudnia 1972 w Neuwied) – niemiecka polityk (partia DIE LINKE), członek Bundestagu od 2009 r.

## Życiorys
Lay pochodzi z rodziny robotniczej. Po ukończeniu szkoły w Andernach studiowała socjologię na Uniwersytecie w Marburgu i Uniwersytecie Johanna Wolfganga Goethego we Frankfurcie nad Menem oraz w Pensylwanii (USA). Po ukończeniu studiów w latach 1999–2000 była pracownikiem naukowym na Freie Universität w Berlinie, następnie w latach 2000–2003 doradcą we frakcji PDS Landtagu Saksonii w Dreźnie. Ponadto była autorką przemówień Renate Künast w Ministerstwie Ochrony Konsumentów, Żywności i Rolnictwa.
W latach 2004–2009 była posłanką parlamentu saksońskiego. Brała udział w pracach Komisji Gospodarki, Pracy i Transportu, była koordynatorką drugiej komisji śledczej do spraw korupcyjnych, pełniła wiele innych odpowiedzialnych funkcji w partii.
W 2009 roku została posłanką w niemieckim Bundestagu. Partia wystawiła ją w styczniu 2013 roku jako jedną ze swoich najlepszych ośmiu kandydatów. Od stycznia 2016 r. była także rzeczniczką grupy parlamentarnej DIE LINKE w kwestii czynszów, budownictwa i polityki mieszkaniowej.
W czerwcu 2012 r. została wybrana na wiceprzewodniczącą partii DIE LINKE, była nią do roku 2018. Lay jest uważana za przedstawiciela libertariańskiego, niedogmatycznego spektrum partii. Jest m.in. członkiem Unii Ochrony Przyrody BUND oraz związku ver.di.